# Bynum Peak
Il Bynum Peak è un picco roccioso antartico coperta di ghiaccio, situato 6 km a sudest del Monte Finley e che si affaccia sul fianco settentrionale del Ghiacciaio McGregor, nei Monti della Regina Maud, in Antartide.   
La denominazione è stata assegnata dall'Advisory Committee on Antarctic Names (US-ACAN) in onore di Gaither D. Bynum, geodesista satellitare dell'United States Antarctic Research Program presso la Stazione McMurdo durante l'inverno del 1965.